# Museo Nacional Ferroviario (Portugal)

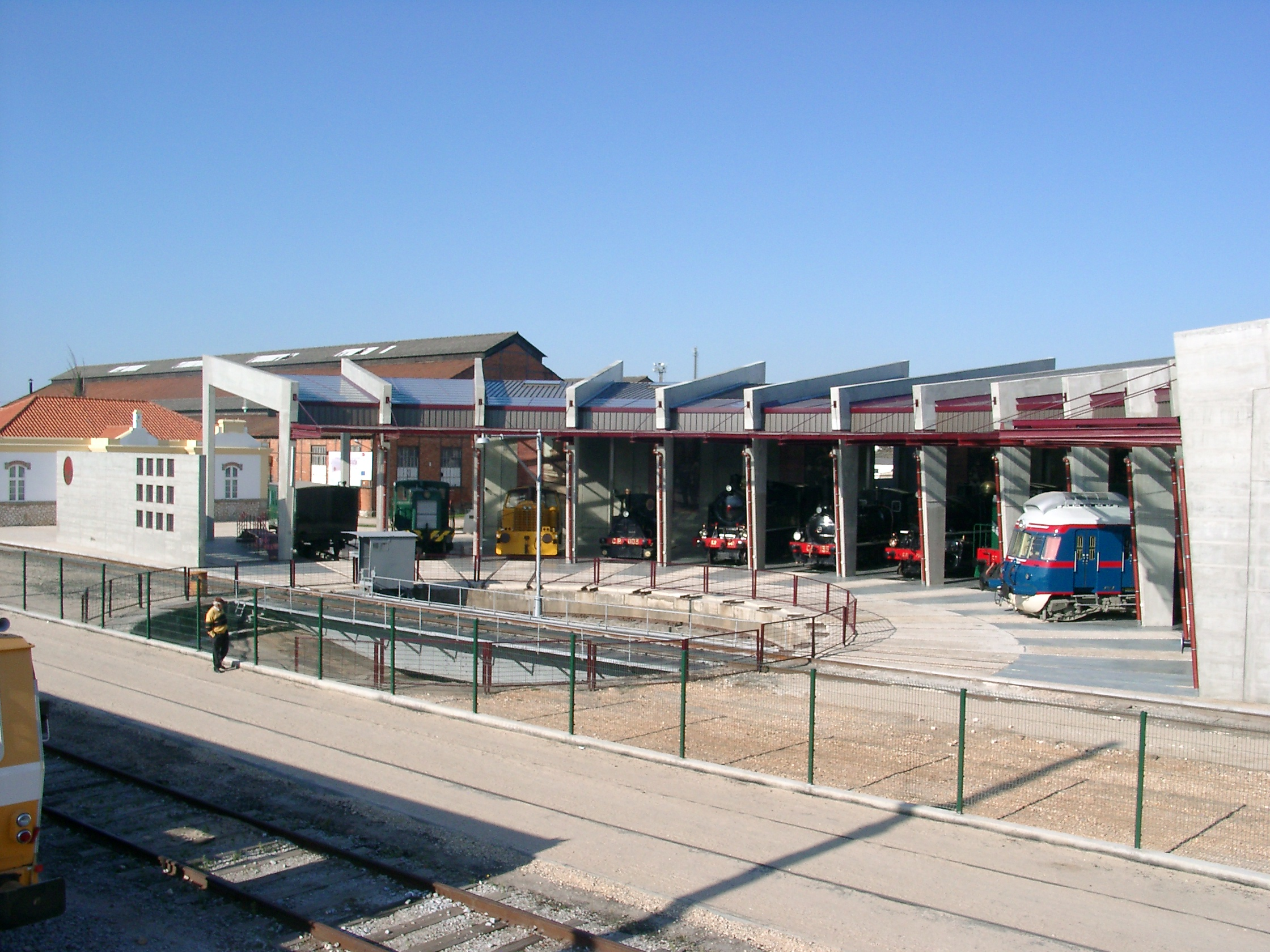
Noria de las Locomotoras del Museo Nacional Ferroviario, Entroncamento

El Museo Nacional Ferroviario (MNF) es un museo ferroviario multicéntrico portugués, mostrando en diversos núcleos museológicos al público colecciones sobre locomotoras a vapor y otros tipos de tracción, modelos representativos de composiciones famosas, vagones de varios tipos, así como equipamientos, utensilios, vestuario, entre otros elementos que ilustran y ayudan a comprender la historia ferroviaria.
El museo es mantenido por la Fundación Museo Nacional Ferroviario Armando Ginestal Machado (FNMF). La fundación tiene por objetivo el estudio, la conservación y la valoración del patrimonio histórico, cultural y tecnológico ferroviario portugués, y como fin específico la instalación y gestión del Museo Nacional Ferroviario y de los respectivos núcleos museológicos. Fue instituido por el Decreto de ley nº 38/2005, del 17 de febrero de 2005. 

## Núcleos museológicos
La colección del Museo Nacional Ferroviario se encuentra disponible al público en núcleos museológicos existentes en varias localidades en Portugal: 
- Ciudad Entroncamento: núcleo central
- Museo Ferroviario de Arco de Baúlhe
- Museo Ferroviario de Bragança
- Museo Ferroviario de Chaves
- Museo Ferroviario de Estremoz
- Museo Ferroviario de Lagos
- Museo Ferroviario de Lousado
- Museo Ferroviario de Macinhata do Vouga
- Museo Ferroviario de Santarém
- Museo Ferroviario de Valença